# 로르샤흐역
로르샤흐역(독일어: Bahnhof Rorschach)은 스위스 장크트갈렌주 로르샤흐에 있는 기차역이다. 그것은 4개의 철도 노선이 만나는 지점에 있다. 쿠어-로르샤흐, 로르샤흐-장크트갈렌, 로르샤흐-하이덴과 호수선. 로르샤흐의 주요 역이며, 지역 및 장거리 열차가 운행된다.
로르샤흐는 로르샤흐 내의 3개 역 중 하나이다. 로르샤흐 슈타트(로르샤흐-장크트갈렌선에서 서쪽으로 다음 역)과 로르샤흐 하펜은 콘스탄스 호수 호반에 있는 로르샤흐-하이덴선의 북서쪽 역이다.

## 운행편
2021년 12월 시간표 변경에 따라 다음 서비스는 로르샤흐에서 정차한다.
- 인터시티 / 인터레기오 : 취리히 중앙역까지 30분, 제네바 공항과 쿠어까지 1시간 간격으로 운행한다.
- 장크트갈렌 S-반 :
  - S2 / S4 : 바트빌 및 자르간스 네슬라우-노이 장크트 요한 및 알트슈테텐 SG까지 매시간 운행
  - S5: 바인펠덴과 장크트 마르그레텐 사이의 매시간 운행.
  - S7: 로만스호른, 바인펠덴까지 1시간 운행 토요일과 일요일에는 브레겐츠를 통해 린다우- 로이틴
- S25 : 로르샤흐 하펜과 하이덴 사이를 매시간 운행한다.